# Lonja de Finisterre
La Lonja del Puerto de Fisterra es un edificio obra de la arquitecta Covadonga Carrasco López, de la firma de arquitectos Creus&Carrasco, formada junto a Juan Creus Andrade en el año 1994, considerada como la primera lonja de pescado que es al tiempo una atracción turística.
La Lonja, que se construyó entre 2004 y 2006, e inaugurada en el año 2008;  se ubica en el puerto de la villa de Finisterre (Paseo da Ribeira (Lonxa nova) s/n), Fisterra en gallego; considerado el punto final del Camino de Santiago y constituyendo el punto más al noroeste de la península ibérica.

## Descripción del edificio
Se trata de una obra en la que se combinan en 2658 metros cuadrados (de los cuales 1880 metros cuadrados están construidos y unos 778 metros cuadrados son espacio cubiertos por el alero del remate del edificio), un edificio para nueva lonja, el edificio de armadores y oficinas del puerto así como un anexo de instalaciones para servicios relacionados con la actividad que en la lonja se lleva a cabo y su nueva funcionalidad turística, como es el espacio para como la información, exposición de material didáctico o la de control y pequeña tienda.
El conjunto se complemente con zona de aparcamiento (para más de 200 vehículos, siendo 1814 plazas de carácter público, mientras que 22 están reservadas a los armadores), zona verdes, unos 734 metros cuadrados con al menor 56 árboles plantados y unos 9566 metros cuadrados de viales. Una de las novedades del proyecto, fue que se propuso conseguir que la lonja se convirtiera en la primera lonja que incorporara el turismo a sus actividades cotidianas de venta de pescados y mariscos. De esta manera el proyecto compagina la actividad portuaria y las actividades turísticas, intentando recuperar e innovar, al tiempo, el frente marítimo de Fisterra.
Dentro de esta propuesta turística, la lonja se ha convertido en un punto de interés turístico al permitirse la entrada para poder asistir a las subastas de pescado, ideando un sistema que no produjera interferencias entre el mundo de la actividad pesquera y del sector turístico. Existen unas pasarelas por las que los visitantes pueden realizar un recorrido de las instalaciones sin entrar en las zonas de actividad económica, al tiempo, una sala permite ver, tras una gran cristalera, la subasta de pescado.
Para la construcción se utilizaron materiales (vidrio, metal, muros de hormigón, chapa de aluminio; suelos de hormigón pulido, resinas y granito; acero esmaltado e inoxidable para la estructura) y cualidades que permitieran que el edificio tuviera un aire industrial pero al tiempo en él hubiera cabida para integrar lo público.
El proyecto quedó seleccionado en el concurso de actuaciones accesibles del año 2012,  del Colegio Oficial de Arquitectos de Madrid (COAM). Además es considerado uno de los trabajos más destacados de la firma de arquitectos Creus&Carrasco, ya que ganó el premio Enor de Arquitectura en el año 2007, en la sección Premio Enor Galicia.
El proyecto se presentó en la Bienal de Arquitectura de Venecia en el año 2016, junto con otras obras de la firma de arquitectos: la Casa Chao de Corcubión o el paseo portuario de Malpica, entre otros.
El edificio tiene como cubierta un gran alero (de 17 metros) que en parte sirve como plaza cubierta que permite el acceso al vestíbulo (acristalado) de doble altura, con un suelo que se “pliega” hasta la zona de subasta y con ello se crea un primer espacio central de observación de la actividad pesquera. En uno de los laterales se ubican los espacios destinados a servicios y recepción-tienda. Desde estos espacios parten las dos pasarelas que cruzan el recinto para que pueda contemplarse la actividad que allí se realiza sin interrumpirla. En un punto las pasarelas se unen creando un espacio que se utiliza como sala de exposiciones. Al tiempo el edificio dispone de al menos unos diez departamentos de armadores de la lonja antigua, así como la oficina de Portos, encargada del control de la actividad del puerto. Por su parte, en la planta baja el perímetro exterior se retranquea para que parte de la cubierta permita realizar actividades portuarias bajo la cubierta del alero superior.
La iluminación interior se consigue sobre todo por la utilización de vidrios, tanto en la planta baja como en la superior, de manera que la estructura creada para su fachada, que es una especie de malla espacial creada con diferentes materiales, es la que da acceso a la entrada de luz natural.
El Grupo Indeza, dentro de su colección Atlante, editó un libro sobre el edificio, en el que se muestran fotografías del edificio, tomadas por Xoán Piñón.